# Бельно (Мазовецьке воєводство)
Бельно (пол. Belno) — село в Польщі, у гміні Гостинін Ґостинінського повіту Мазовецького воєводства.
Населення — 152 особи (2011).
У 1975-1998 роках село належало до Плоцького воєводства.

## Демографія
Демографічна структура станом на 31 березня 2011 року:
|          | Загалом | Допрацездатний вік | Працездатний вік | Постпрацездатний вік |
| -------- | ------- | ------------------ | ---------------- | -------------------- |
| Чоловіки | 72      | 19                 | 49               | 4                    |
| Жінки    | 80      | 22                 | 46               | 12                   |
| Разом    | 152     | 41                 | 95               | 16                   |